# Roberto Miña
Roberto Javier Miña Mercado (ur. 7 listopada 1984 w Guayaquil) – ekwadorski piłkarz, występujący na pozycji napastnika.
Roberto Miña zawodową przygodę z piłką rozpoczął w klubie Huracan Buenos Aires, gdzie rozegrał jedynie dwa mecze. W sezonie 2004/2005 został sprzedany do wyżej notowanego CD El Nacional. Już wtedy został zauważony przez inne lepsze zespoły, ale ostatecznie wylądował w FC Dallas. Dotychczas rozegrał w nim 37 meczów, w czym strzelił 10 bramek. Roberto obok Shaki Hislop jest uznawany za pierwszoplanowego zawodnika owej drużyny. Nosi koszulkę z numerem dziewiątym.
Od wielu lat swoje mecze rozgrywa również dla reprezentacji narodowej. Od 1999 do 2003 grał w młodzieżowych składach: U-15, U-17, U-20 oraz U-23. Kiedy mecze rozgrywał jeszcze w kadrze U-23 przebił się do seniorów i od roku 2004 gra w niej na stałe. W barwach narodowych zagrał sześć oficjalnych spotkań.